# Jalpa de Méndez
Jalpa de Méndez är en kommunhuvudort i Mexiko.   Den ligger i kommunen Jalpa de Méndez och delstaten Tabasco, i den sydöstra delen av landet, 700 km öster om huvudstaden Mexico City. Jalpa de Méndez ligger 12 meter över havet och antalet invånare är 15 320.
Terrängen runt Jalpa de Méndez är mycket platt. Runt Jalpa de Méndez är det ganska tätbefolkat, med 166 invånare per kvadratkilometer. Närmaste större samhälle är Comalcalco, 19,5 km nordväst om Jalpa de Méndez. Trakten runt Jalpa de Méndez består till största delen av jordbruksmark.